# Август фон Малтцан
Август фон Малтцан (на немски: August von Maltzan); * 11 януари 1730 в Тешов; † 3 ноември 1786 в Заров) е фрайхер от стария род алтцан от Мекленбург-Предна Померания.
Той е син на Густав Адолф фон Малтцан (1698 – 1766) и съпругата му Кристиана Мария фон Грабов (1695 – 1767), дъщеря на Виктор фон Грабов († 1707) и леля му Густава Магдалена фон Мекленбург († 1703). Внук е на Карл Густав I фон Малтцан (1663 – 1713) и София Хедвиг фон Мекленбург (1673 – 1746). Брат е на Карл Густав II фон Малтцан (1735 – 1818) и Густава Магдалена фон Малтцан, омъжена за Дитрих Кристоф Густав фон Малтцан (1726 – 1775).

## Фамилия
Август фон Малтцан се жени на 21 септември 1753 г. в Барт за Луция Хедвиг фон Олденбург (* 16 април 1733, Кьотел; † 9 април 1807, Барт). Те имат син:
- Карл Хелмут фон Малтцан (* 1756; † 1 март 1835, Заров), фрайхер, женен на 26 януари 1793 г. в 	Росток за Луция Хедвиг Йоханета фон Цепелин (* 10 април 1769, Воренсторф; † 2 януари 1810); имат син:
  - Август фон Малтцан (1793 – 1825), фрайхер, женен на 22 февруари 1816 г. за Анна Бланка фон Бишофсвердер (1797 – 1824); имат син